# 松尾孝
松尾 孝（まつお たかし、1912年（明治45年）7月15日 - 2003年（平成15年）10月28日）は、日本の実業家。カルビー創業者。広島県広島市出身。

## 来歴

### 若年期
カルビーの前身は1905年（明治38年）広島市宇品で創業した広島名産柿ようかん製造の“松尾巡角堂”である。ただ孝が幼少時代での家業は、米ぬかを中心とした穀粉製造販売を行っていた。幼少期は比較的不自由なく生活していた。太田川（旧太田川）で捕った小エビで母親が作ってくれたかき揚げが大好物だった。孝は小エビを獲る名人で、これがのちにかっぱえびせんにつながっていく。
そこへもち米の暴落で父が相場で失敗し、当時の金で1万円の莫大な借金を抱えた。さらに1927年（昭和2年）広島第一中学校（現広島県立広島国泰寺高等学校）5年のとき、母が亡くなり、病弱で足も不自由な父と弟を養わなくてはならなくなり家業を始めた。1931年（昭和6年）広島第一中学校卒業。そこへ、父親が不慮の事故で死亡したため中学卒業とともに家業を継ぐことになった。

### 松尾糧食工業
家業を継いだものの、多額の借金を抱え経営は苦しい状況であった。たとえば1933年（昭和8年）広島商工会議所発行『商工人名録』には孝の名前は記載されていない。
新たな商売として、賀茂鶴酒造から米ぬかを調達し飼料として農家に売ったり、砕けた小米をのりに加工し京友禅業者に販売し始める。1937年（昭和12年）“松尾食糧工業所”を立ち上げる。太平洋戦争中は、胚芽を粉にしたものやさつまいもの澱粉粕に小米などを入れた団子などの“代用食”を軍需工場や各学校に収めていた。
1945年（昭和20年）7月召集、同年8月福岡県北九州に居た時に広島市に原子爆弾が投下される。当時の自宅は爆心地から約1.5kmにあった楠木町にあり、広島には妻と3人の息子を残して出征したが奇跡的に全員助かった。
復員して、戦後も続いた食糧難に対応するため、まだ死臭の漂う広島市内で、戦中時代に作っていた代用食や、新たに鉄道草（ヒメムカシヨモギ）の団子やキャラメルを作り始める。孝は戦中戦後の食糧難の中で「健康にいい栄養のあるお菓子をつくること」を志した。これが今日のカルビーの社名やかっぱえびせん誕生へとつながっていく。
1945年12月、宇品にあった旧宇品陸軍糧秣支廠跡地を買い取り事務所とした。ここがカルビー発祥の地である。1949年（昭和24年）株式に改組し“松尾糧食工業株式会社”と社名変更。この時代、岡山にカバヤ食品・山口にカンロと地方で飴屋が続々と登場したことに加え朝鮮特需の影響で販売競争は激化し、さらに当時の主要市場だった九州地方を台風被害が襲ったことから、1953年（昭和28年）秋に松尾糧食工業は不渡りを出し倒産してしまった。

### かっぱえびせん
1955年（昭和30年）新会社“カルビー製菓”として再スタートする。債権者には必ず負債を返済すると宣言した上での設立だった。
試行錯誤していく中で、当時配給制で値段が高かった米の代わりにアメリカから大量に輸入されていた小麦粉を使う食品作りに転換し、その中で日本で初めて小麦あられ製造に成功、1955年“かっぱあられ”販売にこぎつけた。この名は当時の人気漫画『かっぱ天国』からとったもので、作者で長崎市出身の清水崑とは被爆の話で意気投合し（但し松尾・清水共に被爆自体はしていない）、かっぱあられ発売時のデザインは清水が担当した。

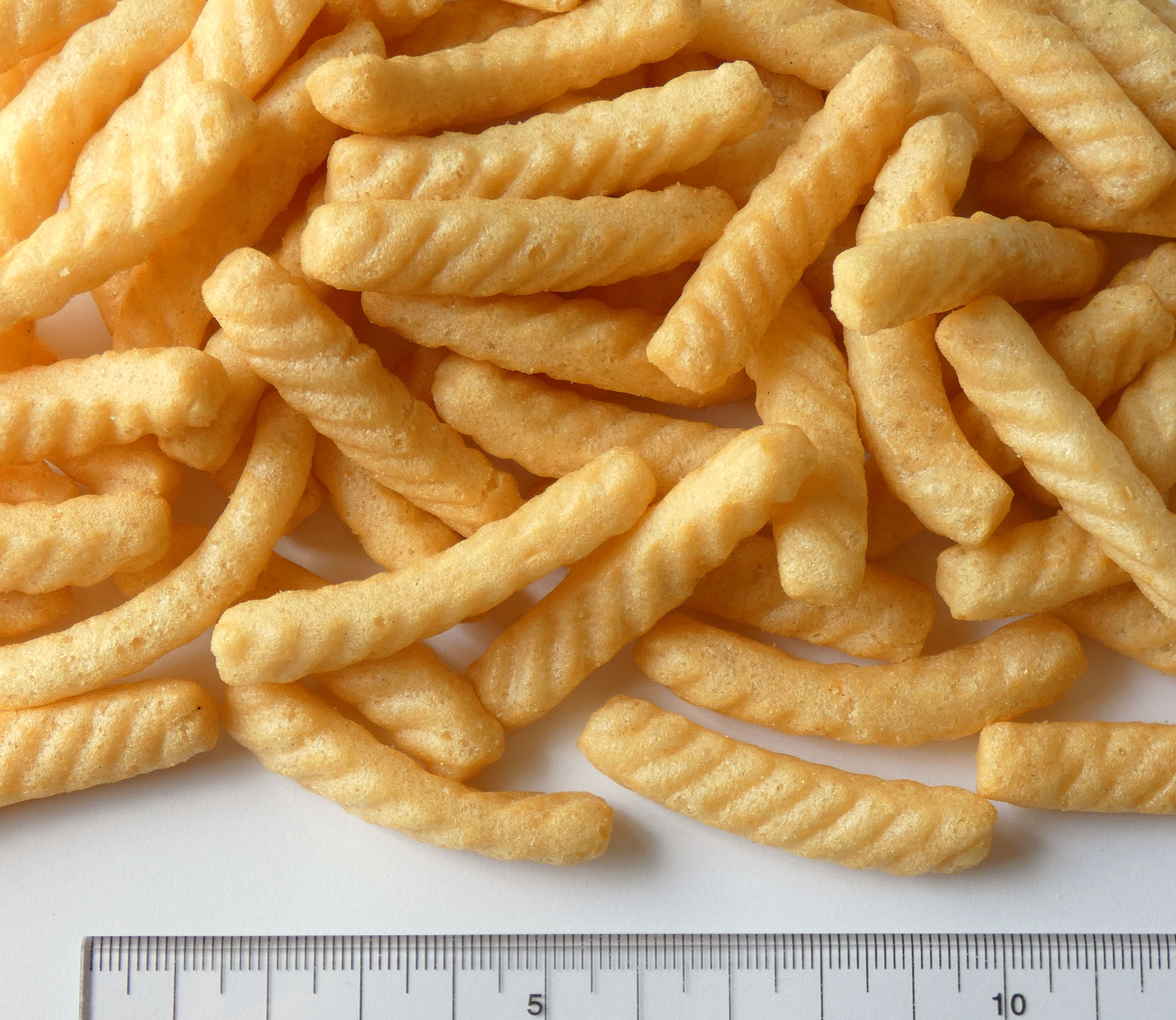
かっぱえびせん

以降“鯛の浜焼きあられ”“いかあられ”“かっぱあられ味大将”“かっぱの一番槍”など小麦あられシリーズ商品を10年近く発売し続けたもののヒット商品は生まれず、その最後の商品として発売したのが“かっぱえびせん”であった。孝は小麦あられシリーズを発案していく中で、小エビが海辺で干してあるのを見て殻ごとすりつぶしあられに入れることを思いつきかっぱあられ味大将を発売、そしてスティック形状はかっぱの一番槍発売の際に考えだされ、この2つの特徴を一つにまとめたのがかっぱえびせんであった。
1964年（昭和39年）発売開始するも、当初は他の小麦あられシリーズと同様に売れなかった。地方のベンチャー企業の一つに過ぎなかったカルビーにとって首都圏での販路拡大は大きな問題で、孝自身も「東京の人は田舎の商品なんか歯牙にもかけない」と思っていた。そこで孝は「米国で評判になればお江戸もきっと振り向く」と1967年（昭和42年）ニューヨークでの国際菓子博覧会に出展した。そして1968年（昭和43年）「やめられない、とまらない」のキャッチコピーとともにCMを開始しブランド化に成功、以降爆発的に売れ1970年（昭和45年）には単品売上で100億円を超えた。

### ポテトチップス
孝が次にカルビーの柱として考えていたのがポテトチップスの発売であった。きっかけは、先の1967年国際菓子博覧会で訪れたニューヨークで、店頭で見た山積みのポテトチップスを見て次はこれをやってやろうと構想を温めていた。カルビー自体は100%北海道ジャガイモで作られた“サッポロポテト”や社会現象を起こした“仮面ライダースナック”と次々とヒット商品を生み出したものの、看板商品であったかっぱえびせんは1971年（昭和46年）を境に売上は減少していた。そうした中で、1975年（昭和50年）6月株主総会で「9月からポテトチップスをやる」と宣言し“カルビーポテトチップス”を発売したが、これもまた当初は全く売れなかった。
そこで先のアメリカ訪問で教わったことである「商品の鮮度」を押し出し、日本の菓子としては初めての事になる製造年月日を表示した。更に生産体制や流通システムの改革、そして藤谷美和子を起用したCMが当たり、一気に人気商品となり3年目には単品で200億円の売上を達成し1980年ごろにはポテトチップス全盛期を極めた。
1976年（昭和51年）藍綬褒章を受章。

### 社長退任
三男の松尾雅彦（のちカルビー第3代社長）によると、1976年（昭和51年）ポテトチップスが売れ始めたころから経営のバトンタッチが始まり、孝自身は日々「バレイショ三昧」の研究と自宅電話で現場が呆れるほどの指示をだし、息子たちが現場でそのフォローに走り回っていた。1987年（昭和62年）長男の松尾聰に社長の座を譲り、会長に就任した。
晩年まで製品開発に取り組んでいた。1995年（平成7年）カルビーは“じゃがりこ”を発売するも孝は当初こんなの売れるはずがないと言い放っていたがそれに反して売れてしまい「じゃがりこより良いスナックを作ってやる」と開発を始めたのが“じゃがポックル”である。駒込の自宅近くで場所を借りた通称“駒込研究所”で学者やカルビーを引退した技術者を抱き込んで進め、1999年（11年）8月ごろには試作品を作っている。ただ、じゃがポックルが売れ始めを見ることは叶わなかった。２００５年に社長になった、中田康雄
を駒込自宅の目の前に住ませた。
2003年（平成15年）10月28日、東京都目黒区内の病院で死去。91歳没。

## エピソード
1970年頃、「カルビーがスポンサーになれるいい作品はないか」と同郷で広島一中の後輩だった東映常務・岡田茂（のち同社社長）を訪ねると岡田から『仮面ライダー』（1971年4月放送開始、毎日放送・NETテレビ系列）を勧められ、同番組のスポンサーとなった。カルビーの手掛けた仮面ライダースナックは社会現象になった。また1983年、当時71歳のとき、『おしん』（NHK連続テレビ小説）の放送が始まると「おしんさんを見てますとね、自分が商売を始めたころの苦労を思い出しまして」「自分の半生と重なって涙が止まらない」と「おしんさん」と敬称をつけるほど惚れ込み「綾子ちゃんをわが社のコマーシャルに」と切望した。これもおしん役の小林綾子が東映に所属していたため、岡田東映社長との関係で、契約がトントン拍子に進み、小林のCM初出演がカルビー『かっぱえびせん』に決まった。当時松尾はぜんそくの悪化で入院していて、カルビーとの契約が決まった小林が病院に見舞いに訪れた。松尾が色紙にサインを頼んだら小林は床にペタッと正座して、お習字のように名前を書いてくれた。感動的な初対面は、カラー写真付きでカルビーの社内報のトップを飾った。小林の『かっぱえびせん』CMは『食事編』が『おしん』放送中の1983年夏からオンエアされ、その後『星空編』も製作されている。